# レインダンス映画祭
レインダンス映画祭（レインダンスえいがさい、Raindance Film Festival）は、1992年よりイギリスで開催されているインディペンデント映画の映画祭。創設者はエリオット・グローヴ。
毎年9月末から10月初めにかけ、ロンドンで開催される。審査委員はジュディ・デンチ、パーミンダ・ナーグラ、アントン・コービン、ルー・リード、ジョナサン・カウエットなど。